# Temporada 1994 del Campeonato de Galicia de Rally
La temporada 1994  fue la edición 16º del Campeonato de Galicia de Rally. Comenzó el 25 de marzo en el Rally do Albariño y terminó en el 20 de noviembre en el Rally de La Coruña.

## Calendario
| N.º | Fecha               | Rally                   | Series | Resultados |
| --- | ------------------- | ----------------------- | ------ | ---------- |
| 1   | 25-26 de marzo      | 3.º Rally do Albariño   |        | Resultados |
| 2   | 16 de abril         | 11.º Rally de Noia      |        | Resultados |
| 3   | 28 de mayo          | 25.º Rally de Ferrol    |        | Resultados |
| 4   | 24-26 de junio      | 27.º Rally de Ourense   | España | Resultados |
| 5   | 9-10 de julio       | 16.º Rally San Froilán  | España | Resultados |
| 6   | 5-7 de agosto       | 5.º Rally Mil Vistas    |        | Resultados |
| 7   | 20-21 de agosto     | 7.º Rally de Narón      |        | Resultados |
| 8   | 24-25 de septiembre | 30.º Rally Rías Baixas  | España | Resultados |
| 9   | 30 de octubre       | 28.º Rally do Lacón     |        | Resultados |
| 10  | 12 de noviembre     | 8.º Rally Botafumeiro   |        | Resultados |
| 11  | 19-20 de noviembre  | 12.º Rally de La Coruña | España | Resultados |

## Clasificación
| Pos. | Piloto                | 1 ALB | 2 NOI | 3 FER | 4 OUR | 5 SFR | 6 RMV | 7 NAR | 8 RBX | 9 LAC | 10 BOT | 11 COR | Ptos. |
| ---- | --------------------- | ----- | ----- | ----- | ----- | ----- | ----- | ----- | ----- | ----- | ------ | ------ | ----- |
| 1.   | Javier Azcona         |       |       |       | 10    | 7     |       | 1     | 3     | 3     | 3      | 4      | 1.213 |
| 2.   | Miguel Dopico         | 1     | Ret   | 1     |       |       | 1     | Ret   | 4     | 2     | 2      | 6      | 1087  |
| 3.   | Arturo Rial           | Ret   | Ret   | 5     | Ret   |       | 2     | 4     |       | 1     | 1      | Ret    | 723   |
| 4.   | Javier Piñeiro        |       | 1     | 4     | Ret   | 9     |       | Ret   | Ret   | 6     |        | 8      | 706   |
| 5.   | Pedro Luis Castañón   | 8     | 2     |       |       |       |       | 9     | Ret   | 10    |        |        | 596   |
|      | Germán Castrillón     |       |       |       | 3     | 3     |       |       | 2     |       |        | 5      |       |
|      | Roberto Blach         | 4     |       |       |       | 11    |       | 2     | Ret   |       |        | Ret    |       |
|      | Javier Paz            | 2     |       |       | 9     |       |       |       |       |       |        |        |       |
|      | Germán Gómez          | 3     |       |       | Ret   |       |       |       |       |       |        |        |       |
|      | Jorge Pérez           | 5     | 3     |       | Ret   |       |       |       | 5     |       |        |        |       |
|      | Álvaro Couto «Patiño» |       | 4     |       |       |       |       |       |       |       |        |        |       |
|      | José María Magdaleno  | 6     | Ret   |       |       |       | 5     | 5     | Ret   |       |        |        |       |
|      | Emilio Barros         | 7     |       |       |       |       |       | Ret   | 6     |       |        |        |       |
|      | Rafael Pérez          | 9     |       |       |       |       |       | 10    |       |       |        |        |       |
|      | Manuel Varela         | 10    |       |       |       |       |       | Ret   |       |       |        |        |       |
|      | Alberto Tombo         |       |       |       |       |       |       | 3     | Ret   | 5     |        | Ret    |       |
|      | Manuel Senra          | Ret   | Ret   |       |       |       |       |       |       |       |        |        |       |